# Diócesis de Sejny
La diócesis de Sejny, de Augustów o de Suwałki (en latín: Dioecesis de Sejna seu Augustoviensis y en polaco: Diecezja sejneńska) fue una circunscripción eclesiástica de la Iglesia católica en Polonia. Se trataba de una diócesis latina, sufragánea de la arquidiócesis de Varsovia. Fue suprimida el 28 de octubre de 1925 y restaurada como diócesis titular en 2009. Desde 18 de marzo de 2009 su arzobispo pro hac vice es Jan Pawłowski.

## Territorio y organización

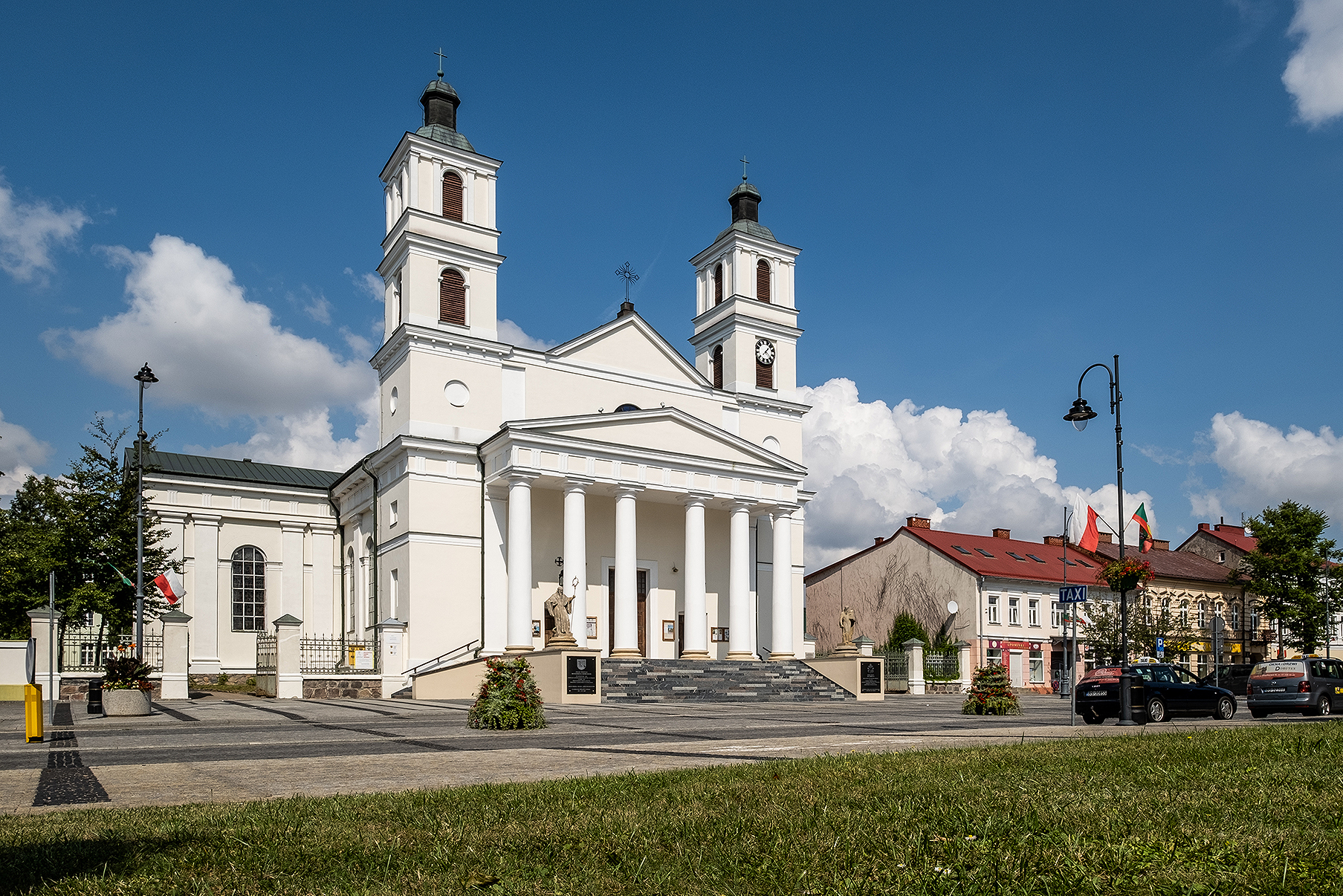
Concatedral de San Alejandro, en Suwałki

La diócesis extendía su jurisdicción sobre los fieles católicos de rito latino residentes en parte del actual voivodato de Podlaquia.

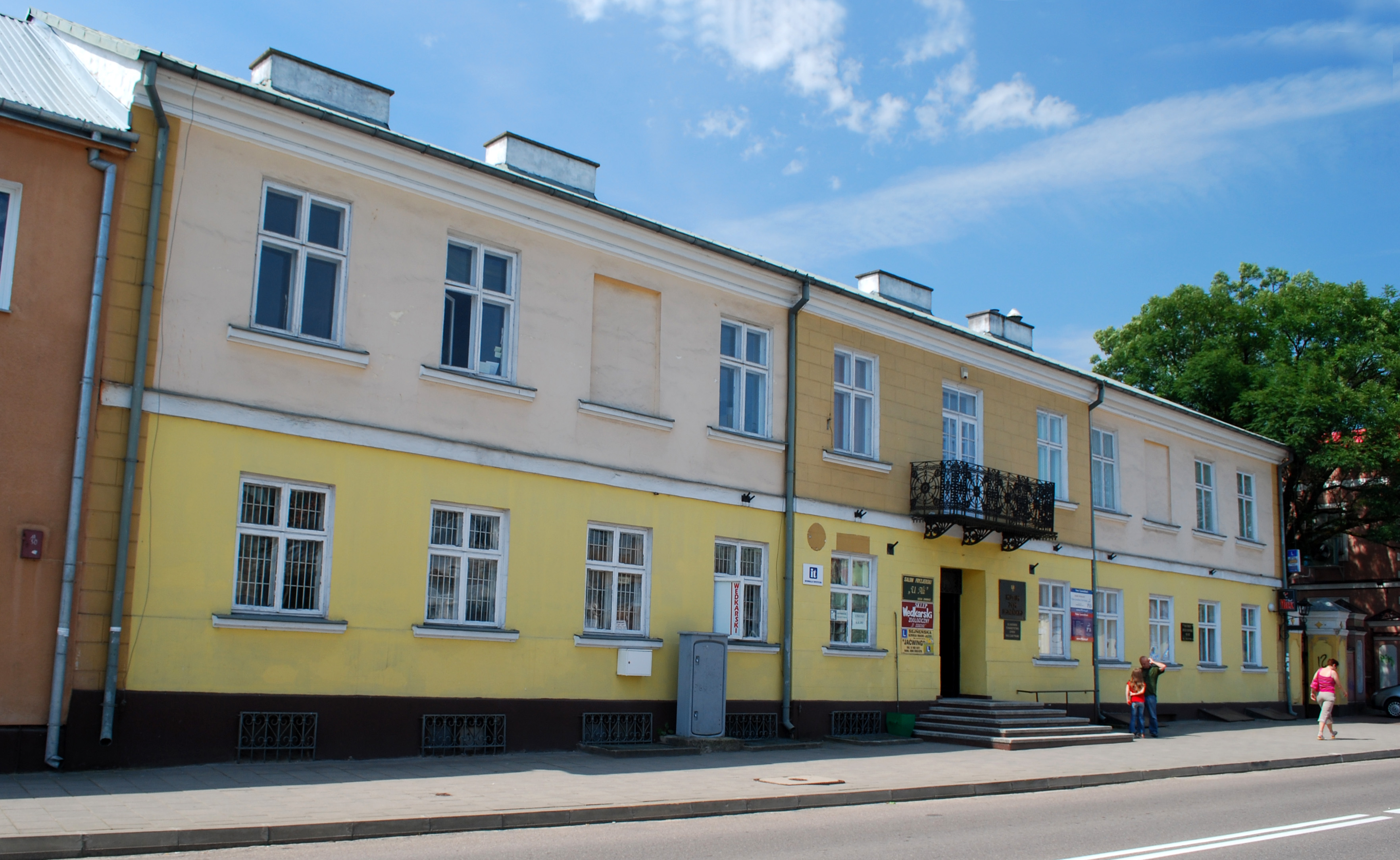
Antiguo palacio episcopal, actualmente museo, en Sejny

La sede de la diócesis se encontraba en la ciudad de Sejny, en donde la catedral era la iglesia de la Visitación de la Santísima Virgen María (hoy perteneciente a la diócesis de Ełk). En Suwałki debía instalarse la sede en 1821, siendo su proyectada catedral la actual Concatedral de San Alejandro de la diócesis de Ełk.

## Historia
Después del Congreso de Viena de 1815, la diócesis quedó dentro de las fronteras del Reino de Polonia. La diócesis de Wigry fue liquidada en 1818, y en su lugar el papa Pío VII erigió la diócesis de Sejny mediante la bula Ex imposita Nobis del 30 de junio de 1818, coincidiendo con los límites del voivodato de Augustów e incluyendo las tierras de la antigua diócesis de Wigry (89 parroquias) y 3 decanatos de la diócesis de Płock (Łomża, Wąsosz y Wizna, con 31 parroquias). La nueva catedral de la Visitación de la Santísima Virgen María y el nuevo cabildo catedralicio se inauguraron el 8 de diciembre de 1819.
El 20 de julio de 1821, debido a la bula Sedium episcopalium del papa Pío VII, la sede fue transferida a Suwałki y la diócesis debía tomar el nombre de diócesis de Augustów y su catedral ser la iglesia de San Alejandro. Esta decisión fue precedida por los esfuerzos del gobierno del Reino de Polonia en la Santa Sede, pero no correspondía a la voluntad del obispo ordinario. Con la ayuda del arzobispo metropolitano de Varsovia, la bula no fue promulgada, por lo que la sede de la diócesis permaneció en Sejny. El obispo Ignacy Stanislaw Czyżewski, no se quedó en Augustów y cambió su lugar de residencia en 1823 para establecerse en Sejny. El siguiente obispo, Mikołaj Jan Manugiewicz, estableció el seminario diocesano en 1830, y durante muchos años residió a veces en Augustów y luego en Sejny. El obispo Pawel Straszyński convirtió la antigua iglesia dominica en Sejny en su catedral y la ingresó como obispo el 4 de febrero de 1837. Con frecuencia tuvo conflictos con las autoridades rusas y, tras su muerte en 1847, el Gobierno ruso dejó el puesto vacante. Konstanty Ireneusz Łubieński fue nombrado obispo en 1863 y murió en el exilio en 1869 en Nizhny Novgorod.
La diócesis fue incorporada a la metrópolis de Varsovia. Territorialmente abarcaba el área del entonces voivodato de Augustów. En 1818, la diócesis incluía 119 parroquias agrupadas en 11 decanatos. Anteriormente, 8 decanatos pertenecían a la diócesis liquidada de Wigry y tres (Łomża, Wąsosz y Wizna) fueron incorporados desde la diócesis de Płock. Hasta 1875 la diócesis también incluía 8 parroquias greco-católicas. En su parte norte vivía la población lituana. Después del Levantamiento de Enero, el gobierno ruso quiso liquidar la diócesis. El entonces obispo, Konstanty Ireneusz Łubieński, fue deportado en 1869 a Rusia, donde murió. Sin embargo, estos planes no se realizaron, las dificultades de las autoridades de ocupación hicieron que la red de parroquias creciera muy lentamente y las objeciones a los nombramientos de obispos hicieron que durante largos períodos la diócesis fuera administrada por vicarios capitulares. El cargo de auxiliar ha sido cubierto en raras ocasiones, sólo en cuatro.
En el momento de su fundación, la diócesis contaba con 361 000 fieles, atendidos por 230 sacerdotes diocesanos. En 1860 sólo se establecieron 13 nuevas sucursales y parroquias. El número de creyentes en ese momento era 465 000. En 1914 se establecieron 14 parroquias más. El número de creyentes aumentó a 694 000. Había en aquel tiempo 368 sacerdotes diocesanos. El cabildo catedralicio tenía cuatro dignidades: deán, arcediano, custodio, escolástico, ocho canónigos gremiales y ocho honorarios. La remuneración del capítulo era de 20 000 zlotys. Después de 1866, el número de consejos canónicos se redujo a seis, y en 1918 fue restablecido a ocho. El seminario teológico estuvo inicialmente situado en Tykocin con los sacerdotes misioneros. En 1826 se fundó un segundo seminario en Sejny, con el que se fusionó el seminario de Tykocin en 1853.
Dentro de la diócesis había monasterios: capuchinos en Łomża, bernardos en Tykocin, misioneros en Tykocin, franciscanos conventuales en Stawiska, marianos en Mirosław y Mariampol, carmelitas en Wąsosza, reformados en Smolany y monjas benedictinas en Łomża. Después de las disoluciones realizadas después de 1864, sobrevivieron los capuchinos de Łomża, un monasterio mariano (Mariampol) y las monjas benedictinas de Łomża. Se construyeron tres casas de las Hermanas de la Caridad.
En 1918 el territorio de la diócesis se encontraba en Polonia y Lituania. Después de la firma del Tratado Polaco-Lituano en Suwałki (1921), el obispo Antoni Karaś administró la parte lituana de la diócesis, residiendo en Vilkaviškis. La parte polaca estaba dirigida por el obispo auxiliar Romuald Jałbrzykowski. Su sede se encontraba en Łomża. Como resultado de la Paz de Riga, en 1921 cedió la parte de la diócesis que había llegado a encontrarse en territorio lituano a la diócesis de Samogitia, es decir los decanatos de Kalwaria, Marijampole, Wiłkowyszki, Władysławów y parte del decanato de Sejny. En los años 1918-1925 se fundaron 30 nuevas parroquias en ambas partes de la diócesis. La diócesis fue suprimida mediante la bula Vixdum Poloniae unitas del papa Pío XI del 28 de octubre de 1925 y su parte polaca fue incorporada a la recién creada diócesis de Łomża, cuyo primer ordinario fue el antiguo auxiliar de Sejny. La diócesis se amplió, incluyendo en su territorio otros tres decanatos que ya habían pertenecido a la diócesis de Płock: Czyżew, Ostrów Mazowiecka y un fragmento del decanato de Ostrołęka. La diócesis se volvió a dividir en 15 decanatos: Augustów, Czyżew, Jedwabne, Kolno, Łomża, Ostrołęka, Ostrów Mazowiecka, Sejny, Sokoły, Suwałki, Szczuczyn, Śniadowo, Teolin, Wąsosz y Wckysokieowieowieowie. Romuald Jałbrzykowski se convirtió en su obispo.
En 1926 el papa Pío XI estableció una diócesis en Vilkaviškis, que también incluía los territorios lituanos de la antigua diócesis de Sejny. En el momento de la supresión, la parte polaca de la diócesis incluía 104 parroquias en 12 decanatos y contaba con 369 000 fieles, atendidos por 169 sacerdotes diocesanos. La antigua catedral de Sejny recibió el estatus de colegiata.

### Sede titular
Desde 2009 Sejny figura entre las sedes episcopales titulares de la Iglesia católica. Desde el 18 de marzo de 2009 el arzobispo titular es Marek Szkudło, nuncio apostólico en Grecia.

## Episcopologio
- Jan Klemens Gołaszewski † (30 de junio de 1818-8 de marzo de 1820 falleció)
- Ignacy Stanisław Czyżewski † (29 de mayo de 1820-11 de diciembre de 1823 falleció)
- Mikołaj Jan Manugiewicz † (19 de diciembre de 1825-25 de junio de 1834 falleció)
- Paweł Straszyński † (21 de noviembre de 1836-20 de junio de 1847 falleció)
- Konstanty Ireneusz Łubieński † (21 de mayo de 1862-16 de junio de 1869 falleció)
- Piotr Paweł Wierzhowski † (23 de febrero de 1872-1 de julio de 1893 falleció)
- Antoni Baranowski † (21 de julio de 1897-26 de noviembre de 1902 falleció)
- Antoni Karaś † (7 de abril de 1910-28 de octubre de 1925 nombrado obispo de Łomża)

### Obispos titulares
- Jan Pawłowski, desde el 18 de marzo de 2009 (arzobispo pro hac vice)